# Pericyma mendax
Pericyma mendax är en fjärilsart som beskrevs av Walker 1857. Pericyma mendax ingår i släktet Pericyma och familjen nattflyn. Inga underarter finns listade i Catalogue of Life.